# Hans Hüter

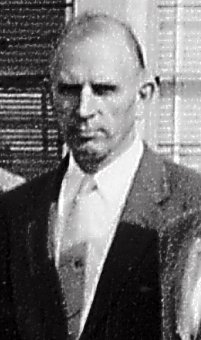
Hans Hüter in Huntsville

Hans Hermann Hüter (* 21. März 1906; † 9. Juni 1970 in Huntsville (Alabama)) war ein deutsch-schweizerischer Raketentechniker.
Als Teil des Ingenieursteams rund um Hermann Oberth, Rudolf Nebel und Klaus Riedel (gemeinsam mit Wernher von Braun, Rolf Engel, Hans Bermüller, Paul Ehmayr, Kurt Heinisch und Helmuth Zoike) war Hüter bei der Entwicklung, beim Bau und bei den Versuchen mit den ersten mit Flüssiggas betriebenen Raketen beteiligt – anfangs am Raketenflugplatz Berlin-Reinickendorf, zuletzt in der Heeresversuchsanstalt Peenemünde. Er sollte im Jahr 1933 als Passagier in der „Magdeburger Pilotenrakete“ mitfliegen, dieser Flug kam jedoch letztlich nicht zustande.
Nach dem Zweiten Weltkrieg wurde er im Rahmen der Operation Overcast in die USA gebracht, wo er in der Gruppe von Wernher von Braun in Fort Bliss arbeitete. 1960 wurde er bei der NASA Leiter des Agena and Centaur Systems Office.